# Mobi Oparaku
Mobi Patrick Oparaku (ur. 1 grudnia 1976 w Owerri) – nigeryjski piłkarz występujący na pozycji prawego obrońcy.

## Kariera klubowa
Oparaku pochodzi z miasta Owerri. Tam też zaczynał swoją piłkarską karierę w jednym z najbardziej utytułowanych klubów w kraju, Iwuyanyanwu Nationale. Do pierwszej drużyny trafił w 1993 nie mając ukończonych 17 lat. W debiutanckim sezonie wywalczył mistrzostwo Nigerii. W 1994 roku drużyna Nationale zajęło 13. miejsce w lidze. W Afrykańskiej Lidze Mistrzów Oparaku ze swoją drużyną awansował do półfinału, w którym uległ tunezyjskiemu Espérance Tunis. Półfinał odbywał się wówczas w tragicznych okolicznościach, gdyż samolot z drużyną Nationale na pokładzie rozbił się i zginęła jedna osoba, a kilka zostało rannych. W 1995 roku Nationale zajęło 12. pozycję.
Pod koniec roku Oparaku został zaproszony na testy do RSC Anderlecht i wkrótce podpisał kontrakt z tym zespołem. Pobytu w Brukseli nie mógł jednak zaliczyć do udanych. Przez pół roku siedział na ławce rezerwowych, bądź na trybunach i ani razu nie pojawił się na boisku w pierwszej lidze belgijskiej. W połowie sezonu trafił do KV Turnhout grającego w drugiej lidze. W drugiej lidze w sezonie 1995/1996 zajął 6. miejsce, a rok później 11. miejsce. Latem 1997 przeszedł do Capellen FC. Zdobył 5 goli, ale nie pomogło to jego zespołowi w awansie do pierwszej ligi i Kapellen zajęło dopiero 8. miejsce. W sezonie 1998/1999 Oparaku ze swoim klubem ledwo uchronił się przed spadkiem zajmując 15. miejsce. Sezon 1999/2000 był ostatnim w Europie dla Oparaku – Capellen zdobyło 12 punktów i zajmując ostatnią pozycję spadło do 3. ligi.
W 2000 roku Oparaku wyjechał do Stanów Zjednoczonych. Początkowo grał w piłce nożnej halowej w Wichita Wings, a potem został piłkarzem Connecticut Wolves grającej w USL Second Division. Latem 2001 wyjechał na Jamajkę i został piłkarzem drugoligowej drużyny Rivoli United, z którą awansował do National Premier League. W klubie ze Spanish Town w ekstraklasie zajął kolejno 8. miejsce w sezonie 2002/2003 oraz 6. miejsce w sezonie 2003/2004.
W 2005 roku postanowił wrócić do ojczyzny i przejść do Gateway FC, a w 2008 roku podpisał kontrakt z Enyimba FC. W sezonie 2008/2009 zdobył z nim Puchar Nigerii, a w sezonie 2009/2010 wywalczył mistrzostwo kraju. Po tym sukcesie zakończył karierę.

## Kariera reprezentacyjna
Karierę reprezentacyjną Oparaku rozpoczął od występów w młodzieżowej reprezentacji Nigerii. Z kadrą U-17 wziął udział w Mistrzostwach Świata U-17 w Japonii w 1993 roku i był jedną z gwiazd tamtego turnieju, w którym Nigeria wywalczyła mistrzostwo świata.
W pierwszej reprezentacji zadebiutował 11 czerwca 1995 w przegranym w Bostonie 2:3 meczu z USA, rozegranym w ramach towarzyskiego turnieju US Cup. Potem trafił do reprezentacji olimpijskiej, której był jednym z filarów i walnie przyczynił się do awansu tej drużyny na Igrzyska Olimpijskie w Atlancie. Do reprezentacji trafił na dłużej i wziął udział w Igrzyskach Afrykańsko-Azjatyckich w meczach z Uzbekistanem.
W 1996 roku Oparaku pojechał na Igrzyska Olimpijskie w Atlancie i tam był podporą defensywy Nigeryjczyków. Grał w każdym meczu swojej reprezentacji, z którą doszedł do finału. Tam Nigeryjczycy pokonali Argentynę 3:2 i osiągnęli tym samym największy sukces w historii afrykańskiego futbolu.
W 1998 roku został powołany awaryjnie do kadry na Mistrzostwa Świata we Francji zamiast kontuzjowanego Jero Shakpoke. Tam był jednak rezerwowym i zagrał 70 minut w pierwszym, zwycięskim 3:2 meczu z Hiszpanią. W następnych meczach Nigeria grała już trójką obrońców i nie znalazło się miejsce w składzie dla Oparaku. Jego rodacy dotarli do 1/8 finału, w której ulegli Danii 1:4. W reprezentacji Nigerii rozegrał łącznie 8 meczów.